# Alloducetia bifurcata
Alloducetia bifurcata är en insektsart som beskrevs av Wei Ying Hsia och Honglei Liu 1993. Alloducetia bifurcata ingår i släktet Alloducetia och familjen vårtbitare. Inga underarter finns listade i Catalogue of Life.